# SmartMedia

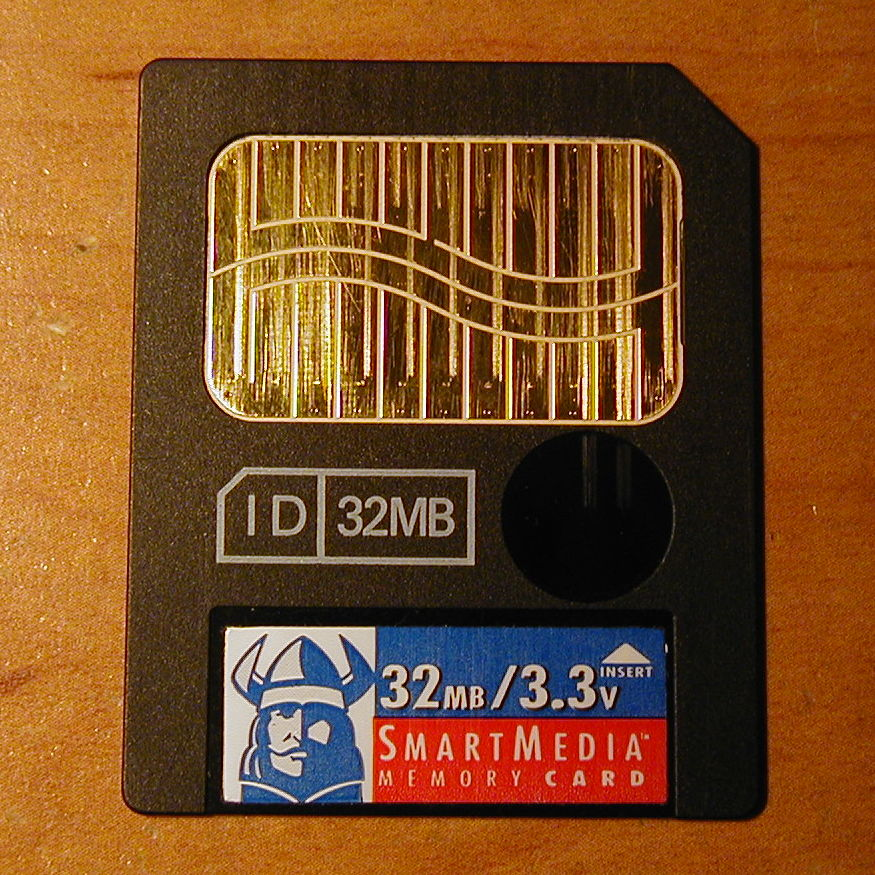

La SmartMedia (SM) è stato uno dei tanti tipi di schede di memoria esistenti, piccoli supporti elettronici in grado di archiviare grandi quantità di dati in formato digitale.
In un primo momento il suo nome avrebbe dovuto essere Solid State Floppy Disk Card (SSFDC): la scheda era pensata come successore dei floppy disk (benché sia negli anni novanta che negli anni 2000 il maggior utilizzo delle schede di memoria si sia rivelato invece all'interno di periferiche portatili) e ne ricordava la forma.
Fra i primi tipi di scheda di memoria a comparire sul mercato, nel 1995, le card di questo tipo erano molto sottili: 0,76 mm (all'incirca quanto una carta da gioco). Questo le rendeva particolarmente flessibili e quindi piuttosto fragili. La SmartMedia non è dotata di un controller interno che permetta al sistema operativo di considerarla alla stregua di un qualunque disco rimovibile, ed alcuni dispositivi non sono in grado di gestire SmartMedia con capacità superiori ai 16 o 32 MB, anche se il limite architetturale effettivo di queste card è di 128 MB. La mancanza del controller permetteva costi di produzione contenuti.
Utilizzate per lo più da Fujifilm e Olympus nelle macchine fotografiche digitali, sono state rimpiazzate (all'incirca a metà degli anni 2000) dalle due case costruttrici dal formato xD-Picture Card, anch'esso ormai (2011) in disuso, e in seguito sostituito da Secure Digital (SD).
Le schede SmartMedia non sono più in produzione e nessun nuovo apparecchio è compatibile con questo formato, fatti salvi alcuni lettori di schede di memoria multiformato.
Le dimensioni della SmartMedia sono 45,0 x 37,0 x 0,76 mm.